# Вон-Ормі (Техас)
Вон-Ормі (англ. Von Ormy) — місто (англ. city) в США, в окрузі Беар штату Техас. Населення — 1174 особи (2020).

## Географія
Вон-Ормі розташований за координатами 29°16′39″ пн. ш. 98°39′26″ зх. д. / 29.27750° пн. ш. 98.65722° зх. д. (29.277379, -98.657302).  За даними Бюро перепису населення США в 2010 році місто мало площу 4,92 км², з яких 4,89 км² — суходіл та 0,03 км² — водойми.

## Демографія
Згідно з переписом 2010 року, у місті мешкало 1085 осіб у 336 домогосподарствах у складі 265 родин. Густота населення становила 221 особа/км².  Було 373 помешкання (76/км²).
Расовий склад населення:
| - 70,5 % — білих - 0,5 % — корінних американців - 0,4 % — чорних або афроамериканців - 0,4 % — азіатів - 27,1 % — осіб інших рас |

До двох чи більше рас належало 1,2 %. Частка іспаномовних становила 86,4 % від усіх жителів.
За віковим діапазоном населення розподілялося таким чином: 28,5 % — особи молодші 18 років, 60,7 % — особи у віці 18—64 років, 10,8 % — особи у віці 65 років та старші. Медіана віку мешканця становила 33,3 року. На 100 осіб жіночої статі у місті припадало 92,0 чоловіків;  на 100 жінок у віці від 18 років та старших — 94,5 чоловіків також старших 18 років.
Середній дохід на одне домашнє господарство  становив 46 558 доларів США (медіана — 40 083), а середній дохід на одну сім'ю — 47 147 доларів (медіана — 43 571). Медіана доходів становила 29 000 доларів для чоловіків та 22 308 доларів для жінок. За межею бідності перебувало 15,4 % осіб, у тому числі 25,3 % дітей у віці до 18 років та 2,1 % осіб у віці 65 років та старших.
Цивільне працевлаштоване населення становило 381 особа. Основні галузі зайнятості: освіта, охорона здоров'я та соціальна допомога — 29,4 %, транспорт — 12,1 %, будівництво — 11,3 %.